# Paula Modersohn-Becker
Paula Modersohn-Becker, nata Paula Becker (Dresda, 8 febbraio 1876 – Worpswede, 20 novembre 1907), è stata una pittrice tedesca.

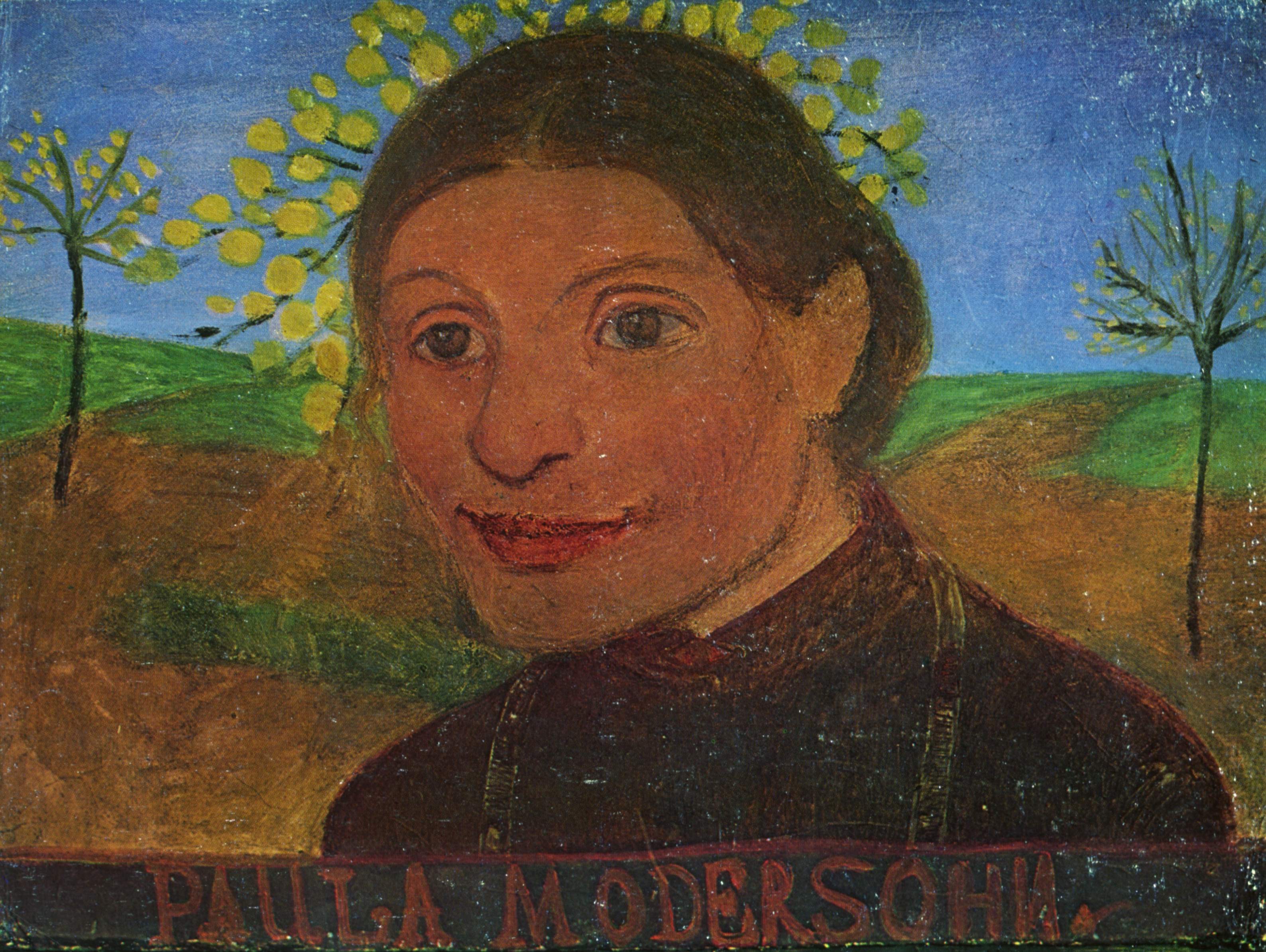
Autoritratto di Paula Modersohn-Becker

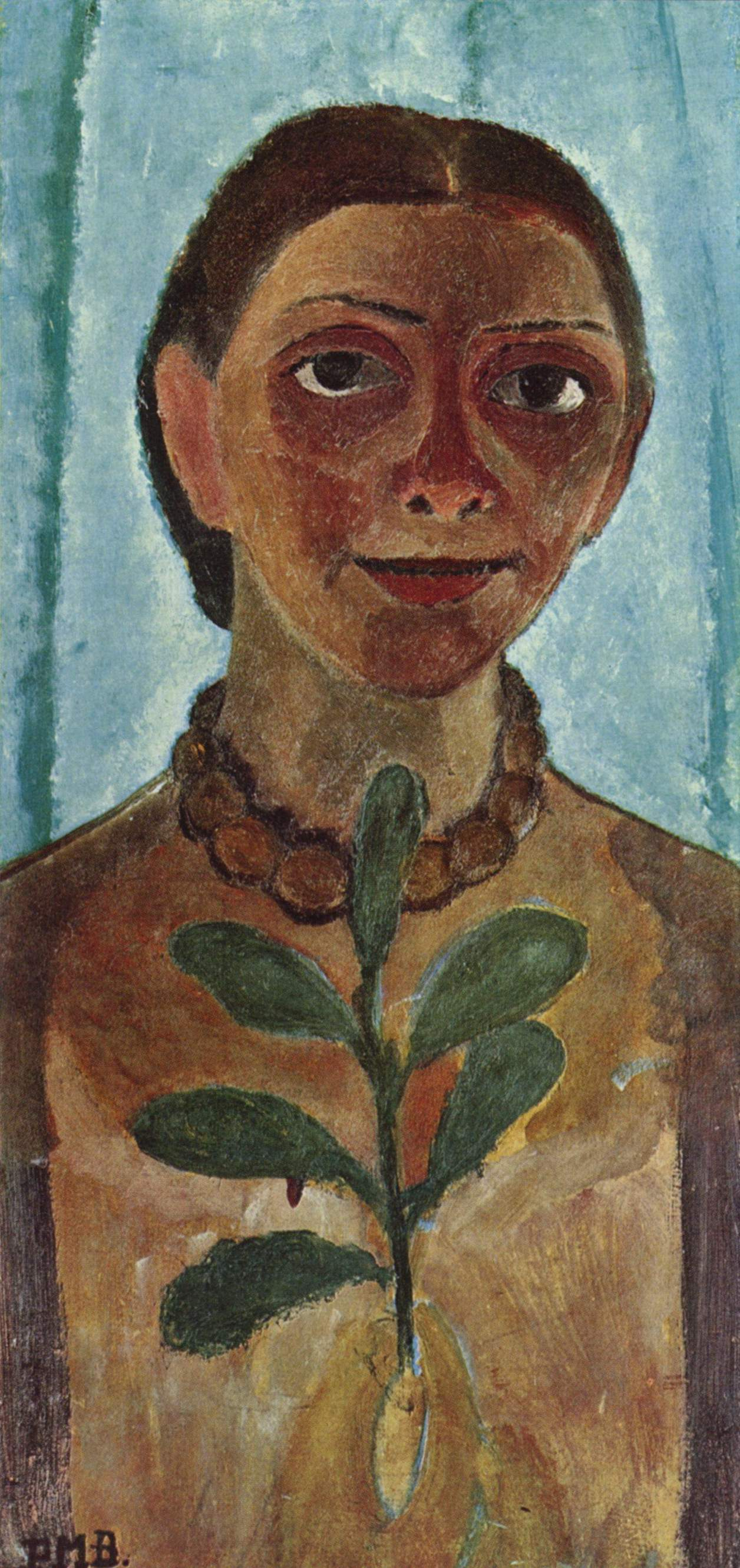
Autoritratto di Paula Modersohn-Becker

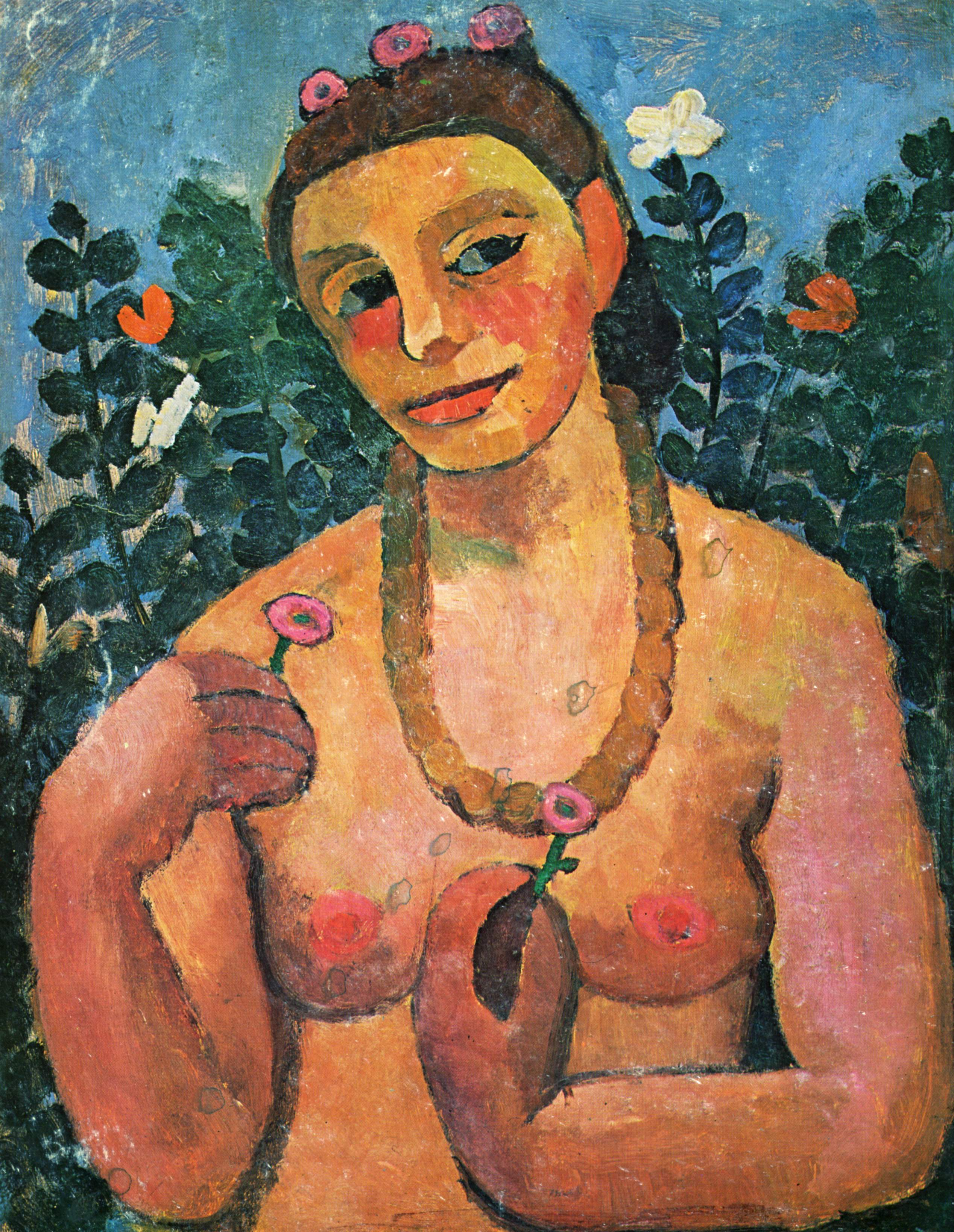
Autoritratto di Paula Modersohn-Becker

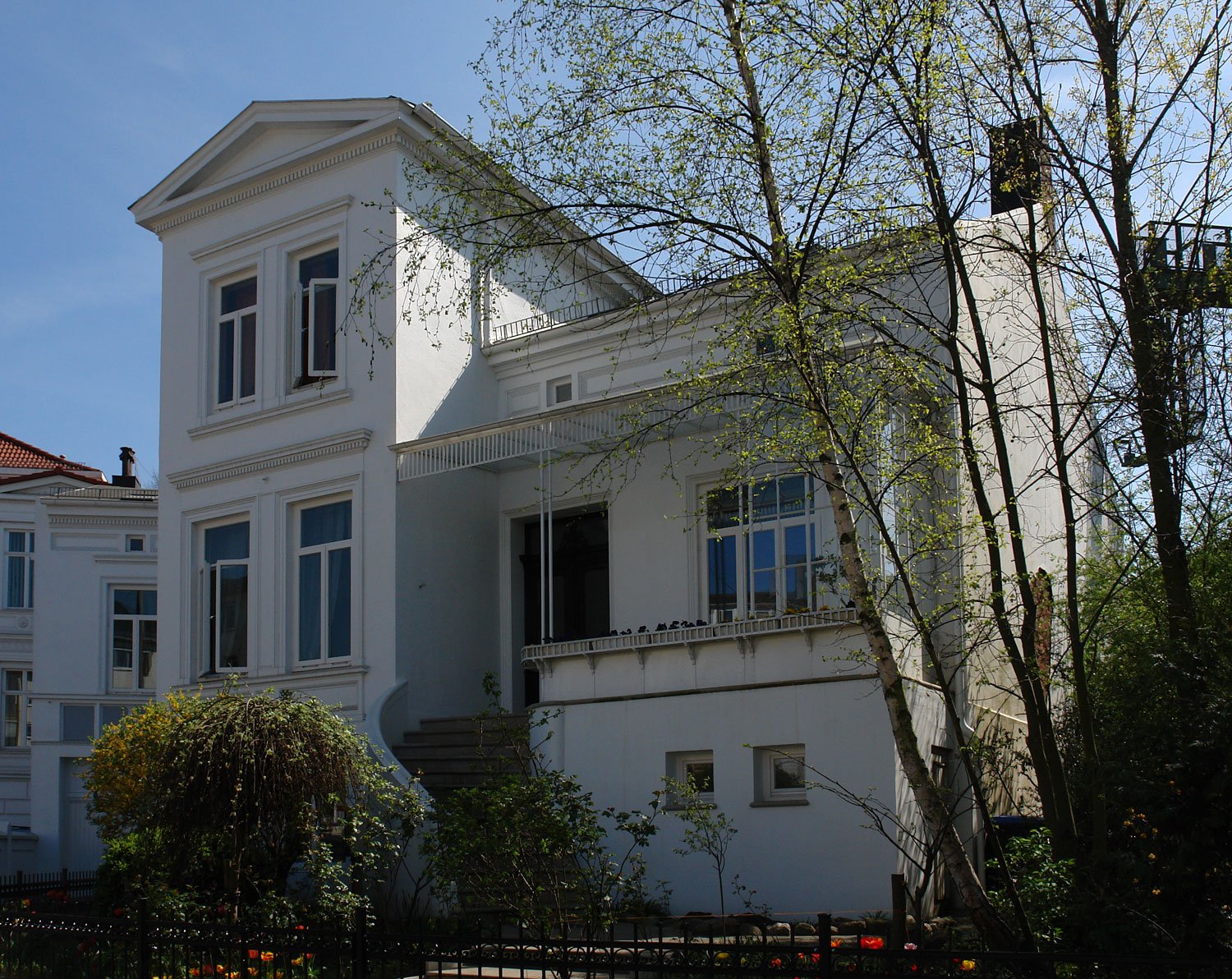
La casa di Brema, dove la pittrice trascorse la propria adolescenza

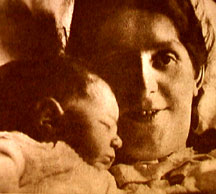
Paula Modersohn-Becker dopo il parto della figlia Mathilde e a pochi giorni dalla morte (1907)

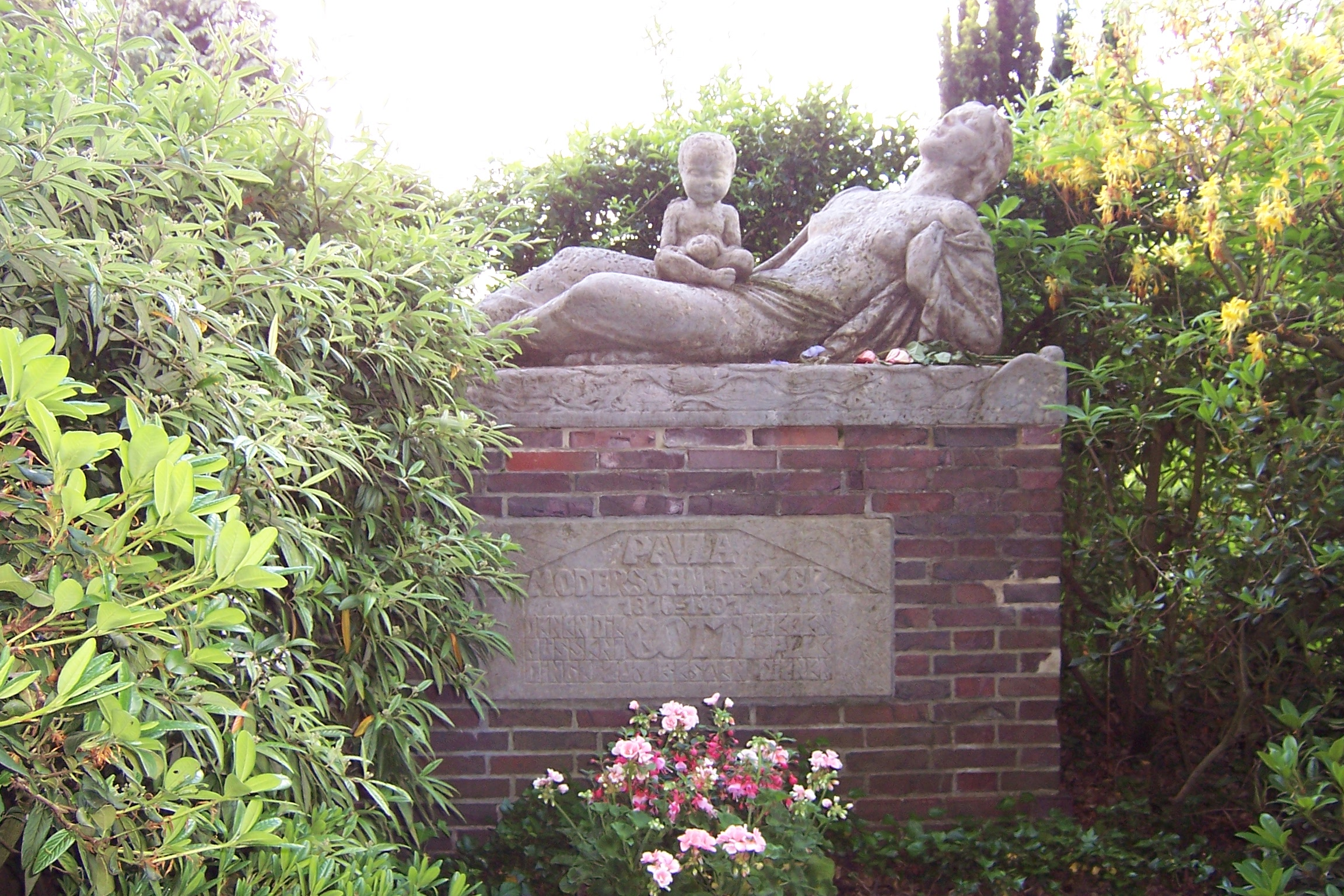
La tomba di Paula Modersohn-Becker

Attiva a Worpswede (località definita dalla stessa pittrice il "Paese delle meraviglie") e a Parigi, fu tra i principali esponenti del primo Espressionismo: nell'arco di appena 14 anni di attività realizzò 750 dipinti, 1.000 disegni e 13 incisioni all'acquaforte.
La sua arte era influenzata da pittori quali, tra gli altri, Vincent van Gogh, Paul Cézanne, Pablo Picasso, Paul Gauguin.
Tra i soggetti preferiti dalla pittrice vi erano, oltre ai ritratti e agli autoritratti, paesaggi, nature morte e nudi femminili (v. galleria fotografica nella sezione "Opere")
Morì a soli 31 anni per complicazioni seguite al parto della primogenita, Mathilde.

## Biografia

### Infanzia e adolescenza
Paula Becker (Modersohn era il cognome da sposata) nacque l'8 febbraio 1876 a Dresda, nel sobborgo di Friedrichstadt, da una famiglia della media borghesia. Figlia di Karl Becker, ingegnere delle ferrovie, e di Mathilde Bültzingslöwen, Becker era la terza di sette figli.  
Trascorse l'adolescenza a Brema, dove si trasferì con la famiglia all'età di dodici anni.
Nel 1892 fece visita a una sorella del padre che abitava a Londra: lì prese delle lezioni d'arte presso la London School of Arts.
Tra il 1893 e il 1895, studiò a Brema in un istituto per diventare insegnante, assecondando il volere dei genitori, ma prendendo nel contempo lezioni private di arte dal pittore Bernhardt Wiegant.
Nel 1896, frequentò a Berlino il "Verein der Berliner Künstlerinnen".

### Gli inizi della carriera
Nell'estate del 1897 visitò per la prima volta la località di Worpswede, dove si trasferì nel settembre del 1898 per lavorare con il pittore Fritz Mackensen (1866 - 1953).

Lì frequentò inoltre altri artisti, quali Heinrich Vogeler (1872 - 1942), Otto Modersohn (1865-1943), Hans Am Ende, Fritz Overbeck e la scultrice Clara Westhoff (1875 - 1954), oltre al poeta Rainer Maria Rilke (1875 - 1926, che sposerà Clara Westhoff)., trovando il sostegno in particolare di Otto Modersohn (che in seguito diventerà suo marito), che ne intuì il talento.
Due anni dopo, si recò a Parigi assieme all'amica Clara Westhoff. Nella capitale francese, studiò presso l'Académie Colarossi ed ebbe modo di accostarsi all'arte di Paul Cézanne e Claude Matisse, ma soprattutto di Vincent van Gogh, che lei considerava un modello.

### Gli ultimi anni di vita
Nel maggio del 1901 si sposò a Worpswede con il pittore Otto Modersohn, vedovo con una figlia.
Negli anni seguenti, andò più volte Parigi, dove, nel 1905, ebbe l'oppurtunità di visitare una mostra dedicata alle opere di Paul Gauguin..
Nel febbraio del 1906, decise di lasciare il marito per trasferirsi a Parigi e dedicarsi esclusivamente all'arte, una decisione disapprovata da conoscenti e familiari. Lì frequentò l'Académie Julian.
Risale a quel periodo un celebre autoritratto, in cui Paula Modersohn-Becker, (che, nel frattempo, decise di firmarsi con il nome da nubile) è raffigurata completamente nuda con un pancione che la fa sembrare incinta.
Un anno dopo - convinta dallo stesso Otto Modersohn, che la raggiunse a Parigi - la pittrice fece ritorno a Worpswede, anche perché incinta del marito.

#### La nascita della figlia e la morte prematura
Il 2 novembre 1907 diede alla luce una bambina, che venne chiamata Matilde (detta "Tillie"). Tillie morirà nel 1998.
Neanche tre settimane dopo, il 20 novembre 1907, Paula Modersohn-Becker, indebolita dalla gravidanza e dal parto, morì a causa di un'embolia.. Non aveva ancora 32 anni.

## Ricezione dell'opera di Paula Modersohn-Becker
Paula Modersohn-Becker divenne famosa solo dopo la morte, inizialmente, però, non tanto per i suoi dipinti, quanto piuttosto per le sue opere epistolari, pubblicate a partire dal 1917 e più volte ristampate.
Durante il Nazismo, l'opera della Modersohn-Becker fu considerata "arte degenerata" e, nel 1937, una settantina di quadri della pittrice furono confiscati dai musei tedeschi.
Negli Stati Uniti, la sua arte fu fatta conoscere al grande pubblico a partire dal 1958, quando si tenne una prima esposizione alla Galérie St. Étienne.

### Il Paula Modersohn-Becker Museum
Alla pittrice è stato dedicato un museo nel 1927, il Paula Modersohn-Becker Museum, allestito nella Böttcherstraße di Brema, il primo al mondo dedicato ad un'artista donna.

## Opere principali

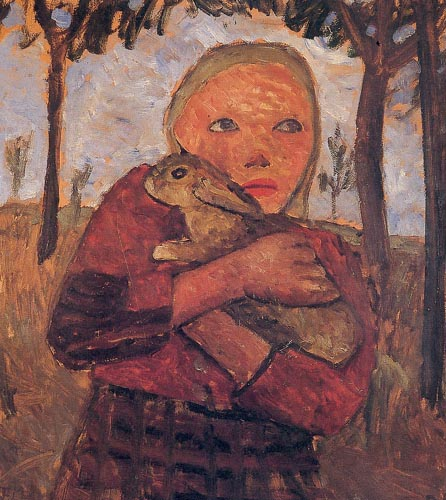
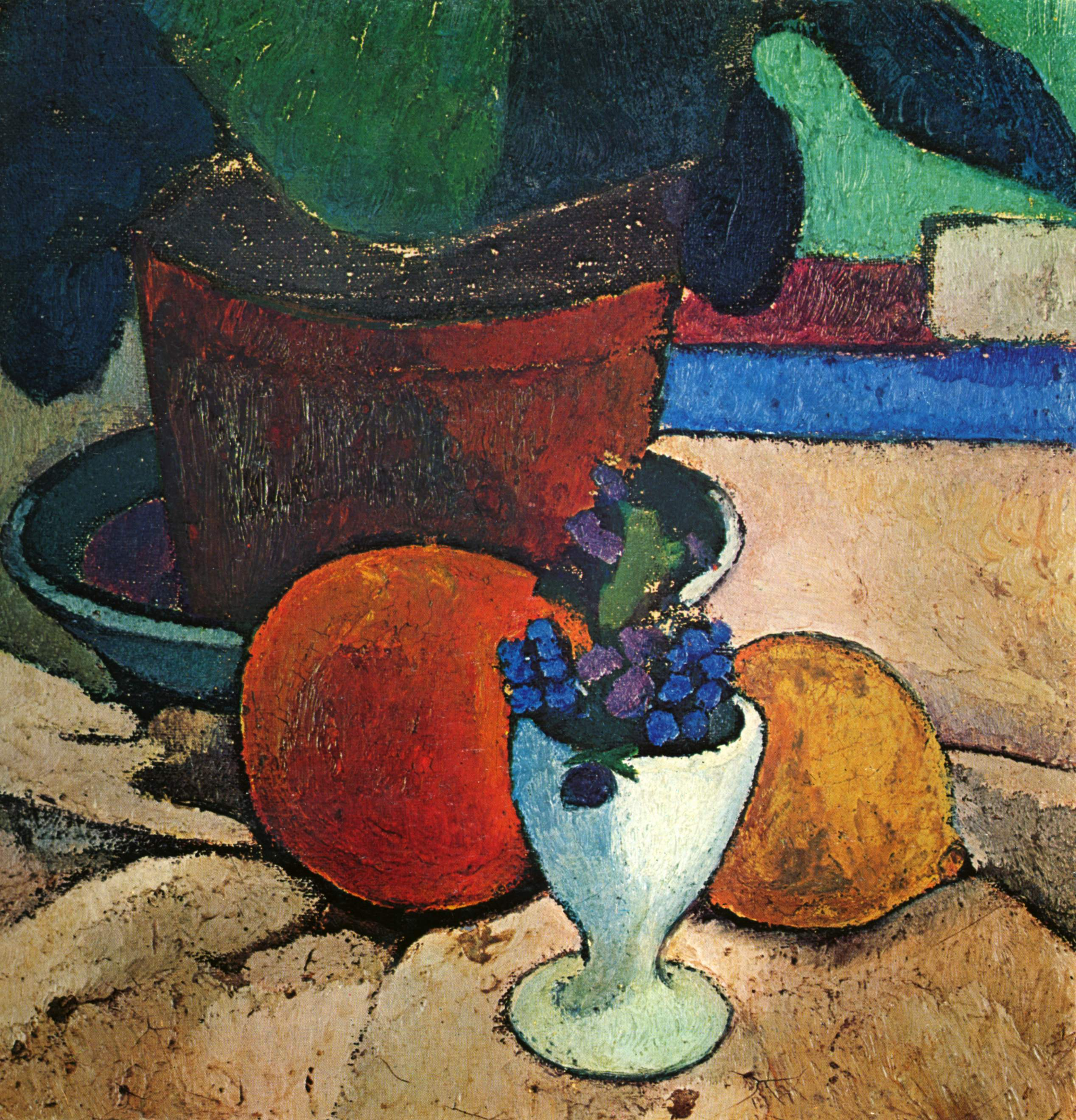
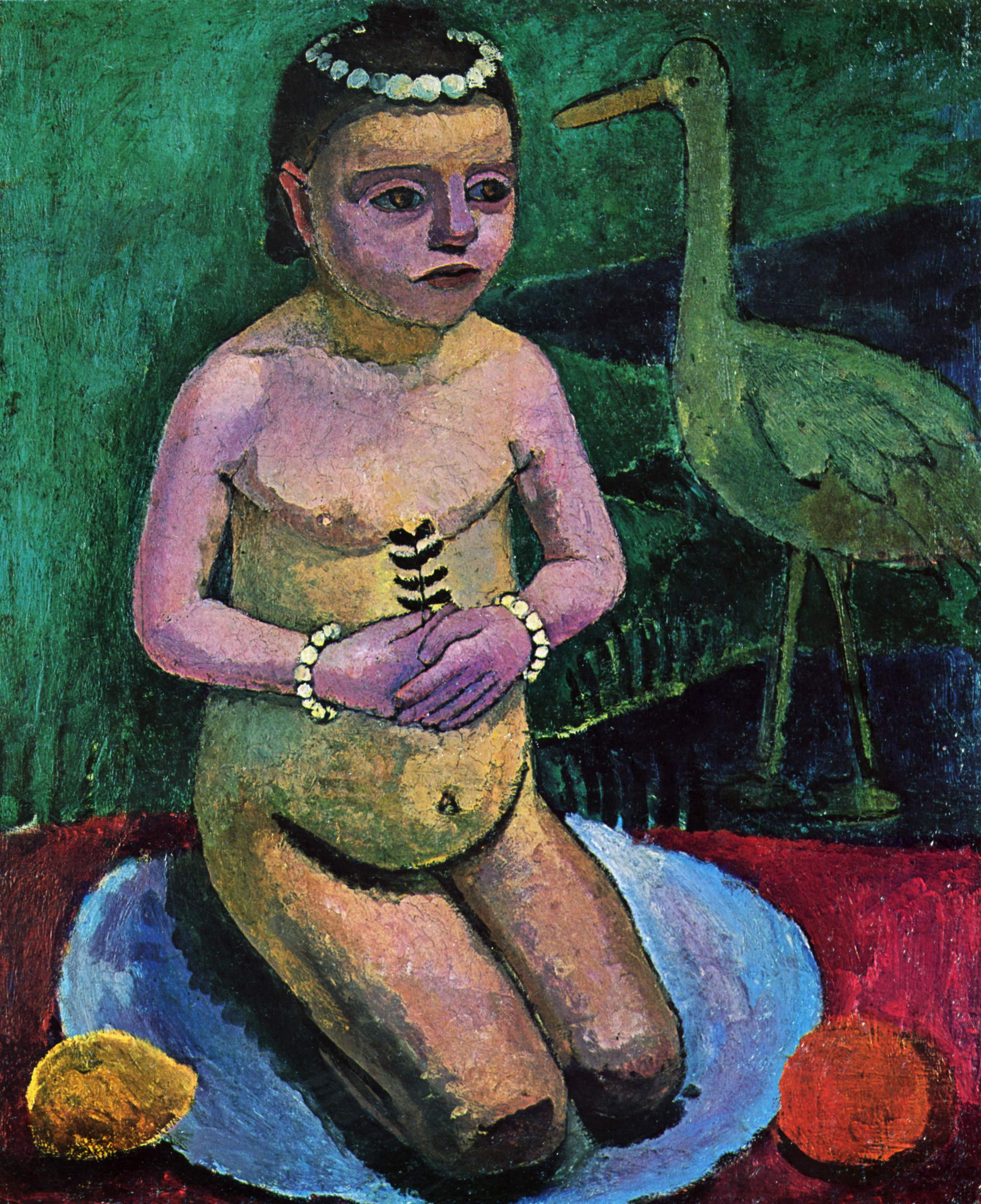
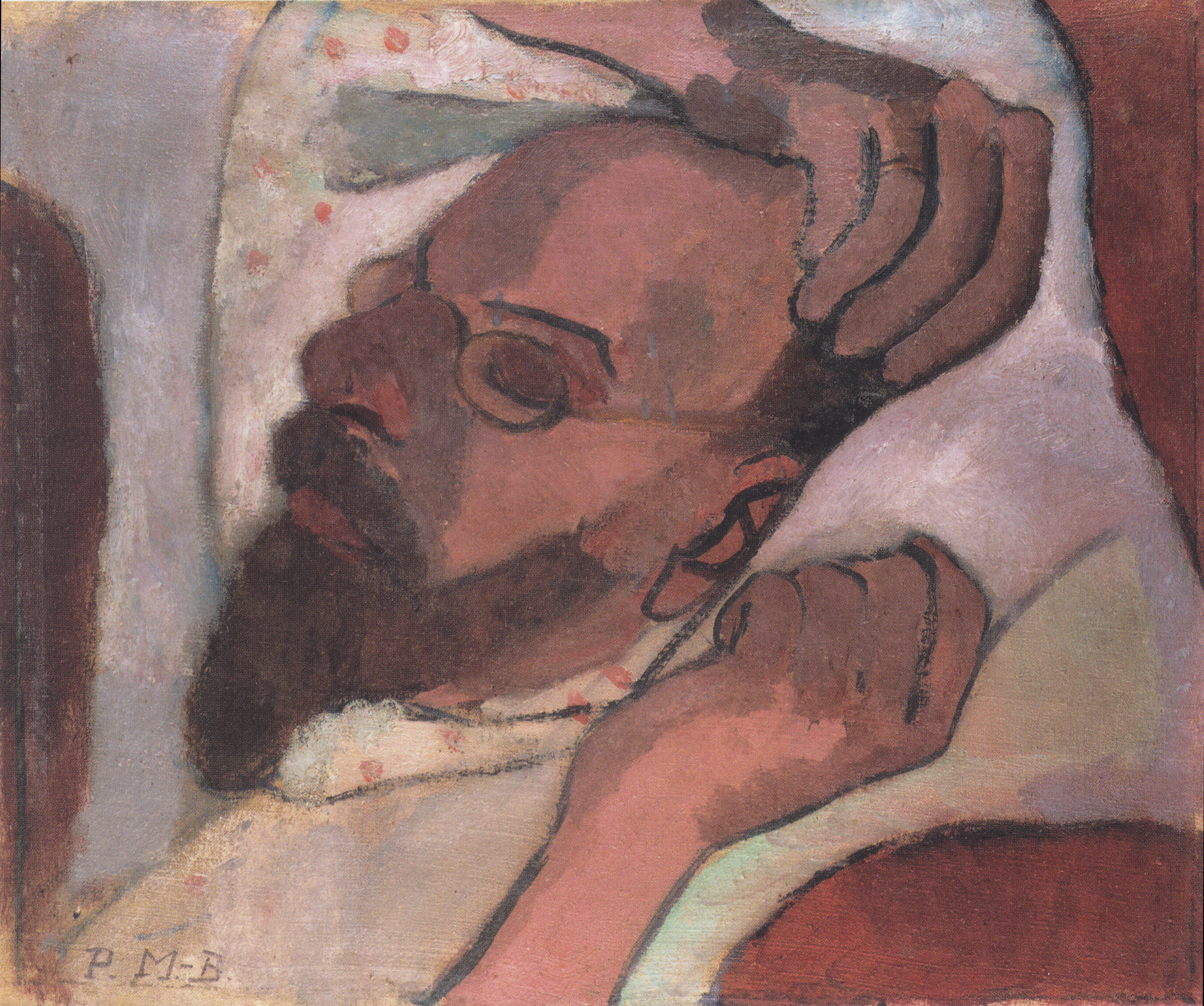

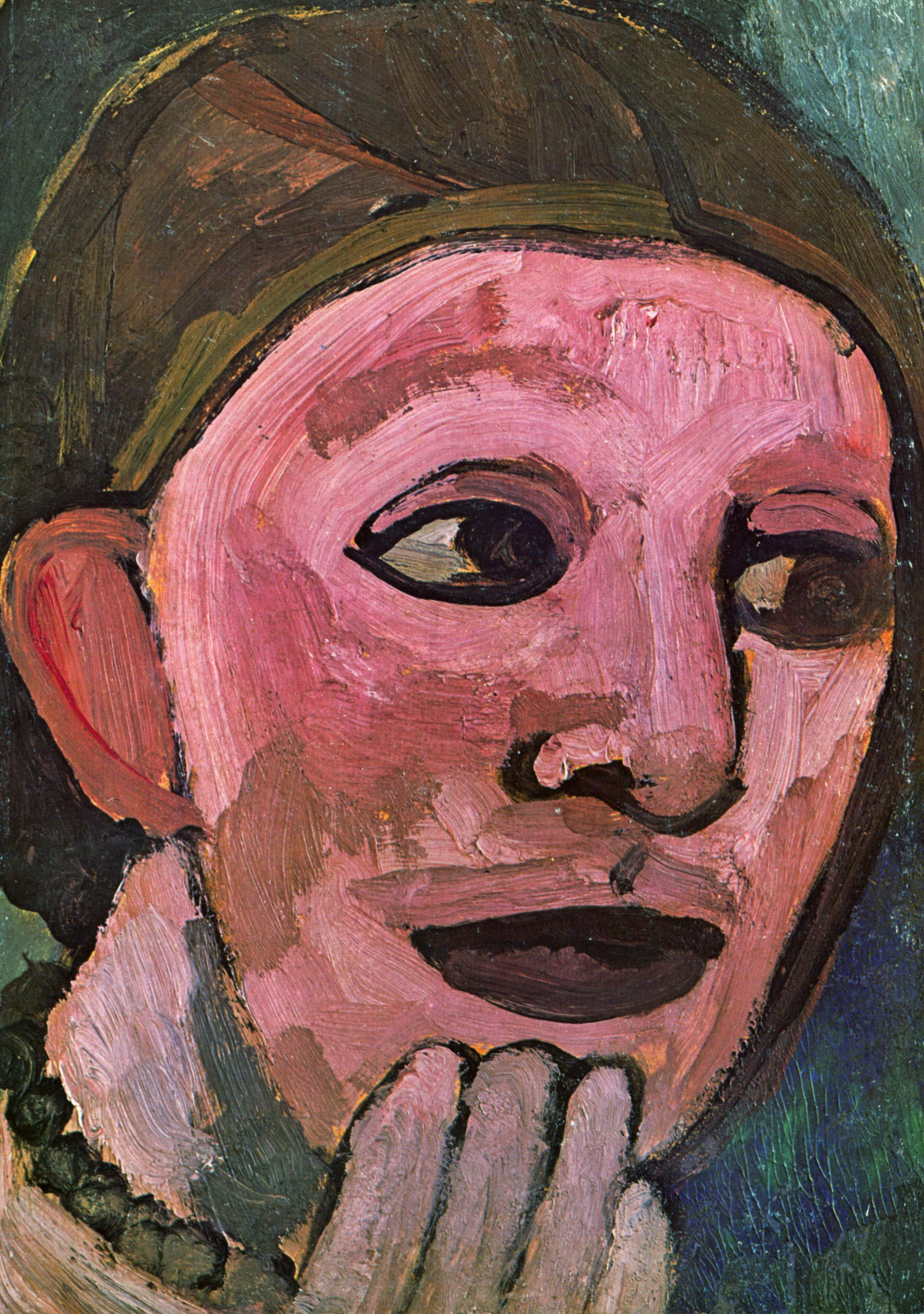
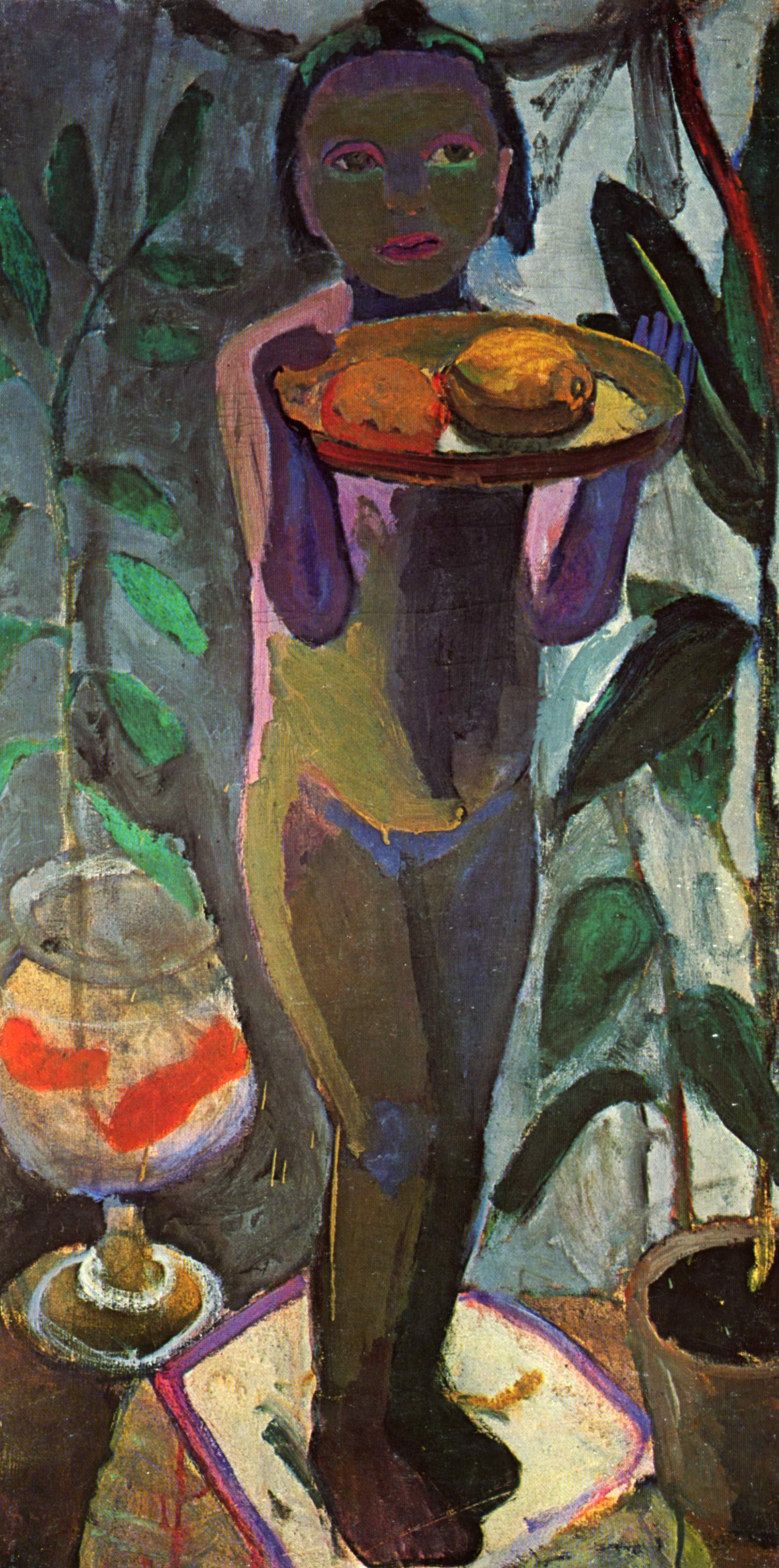
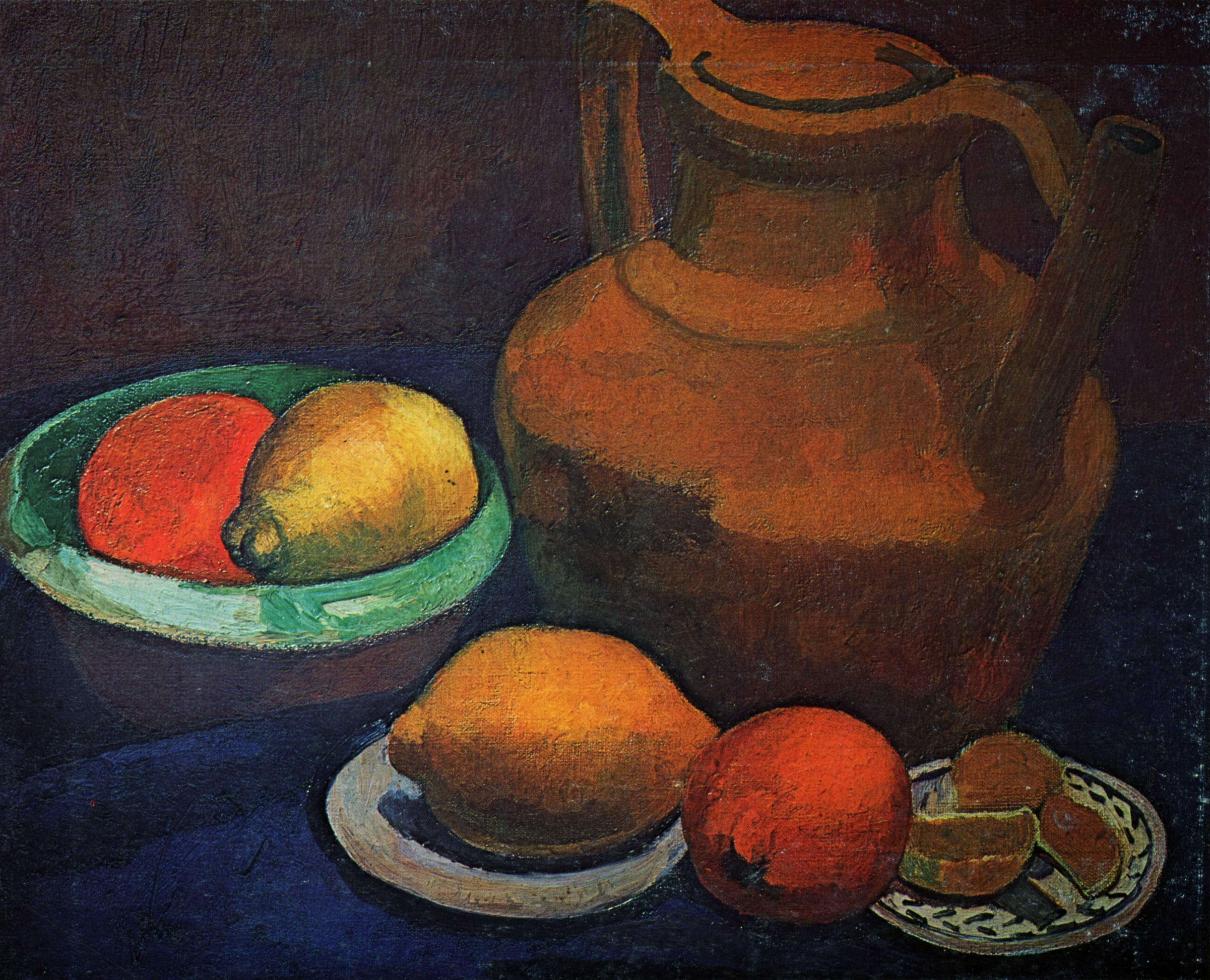
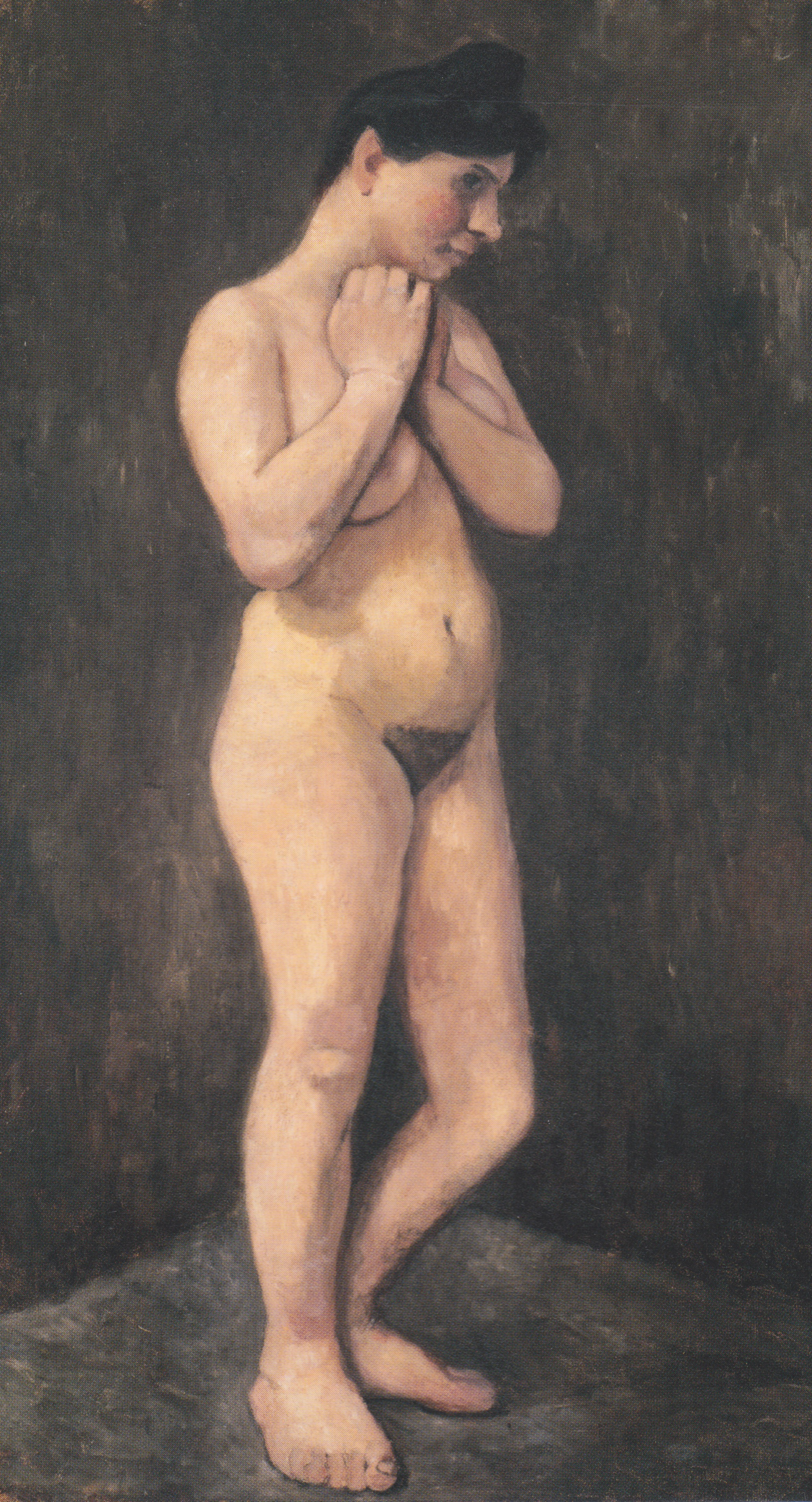

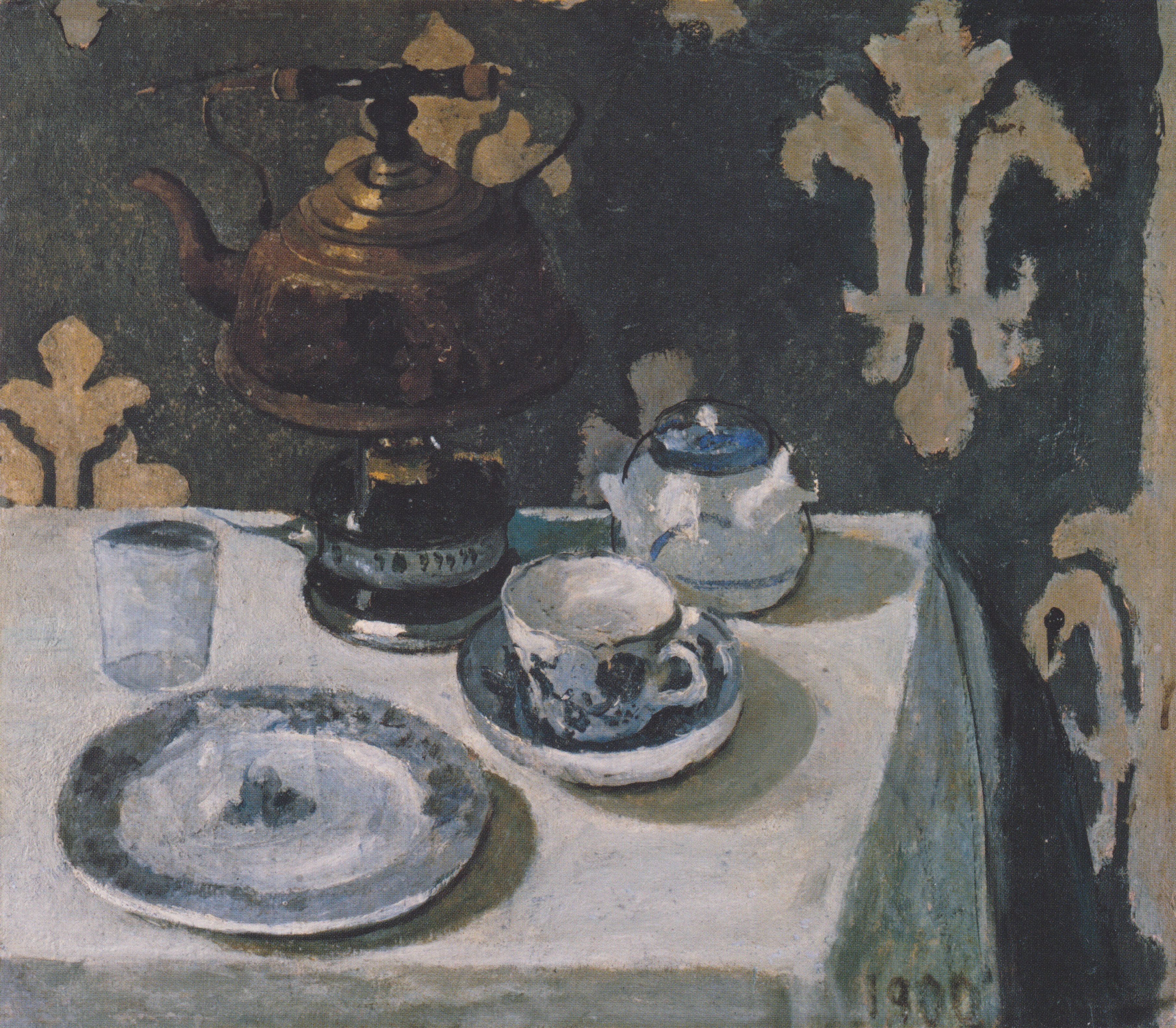
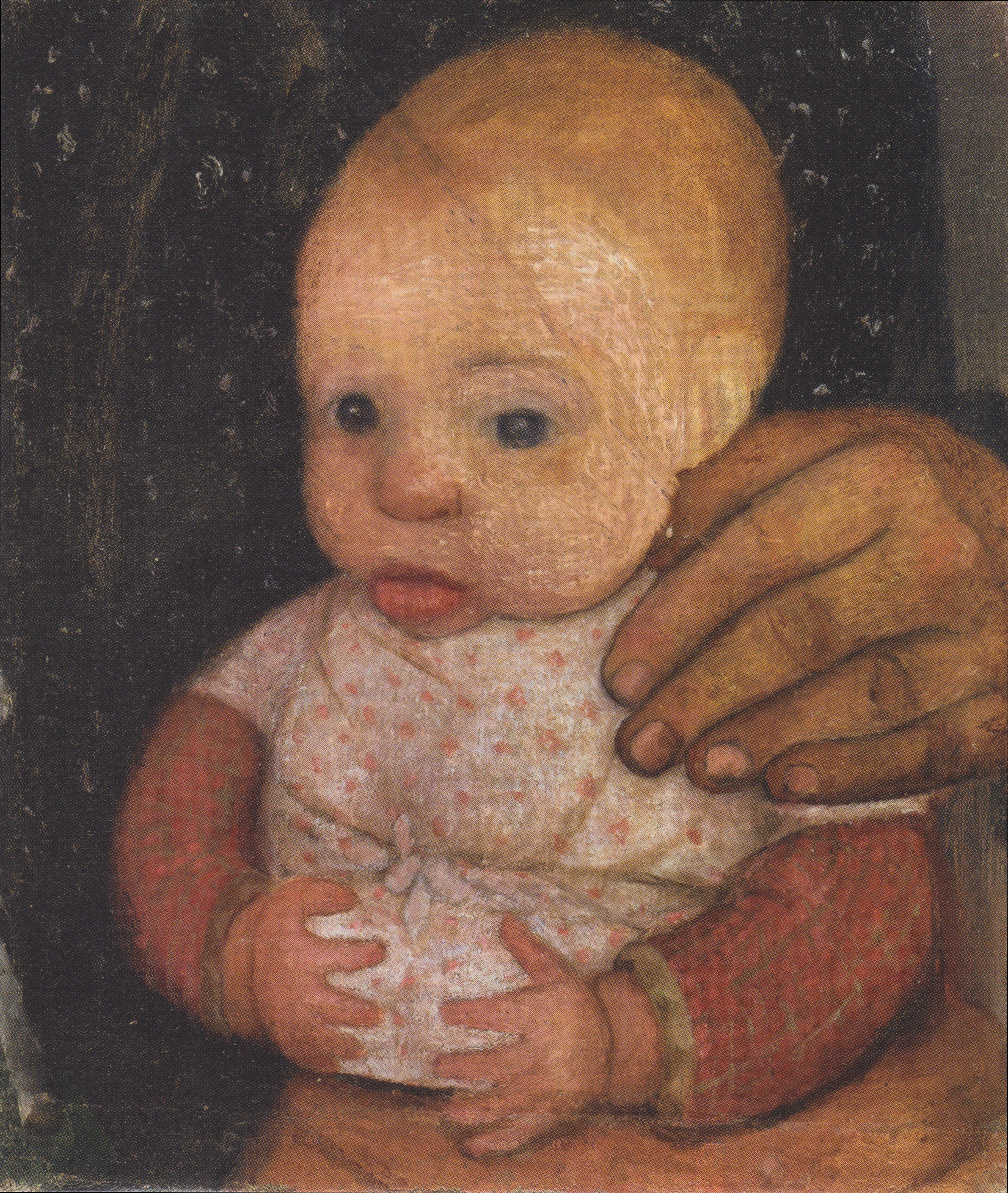
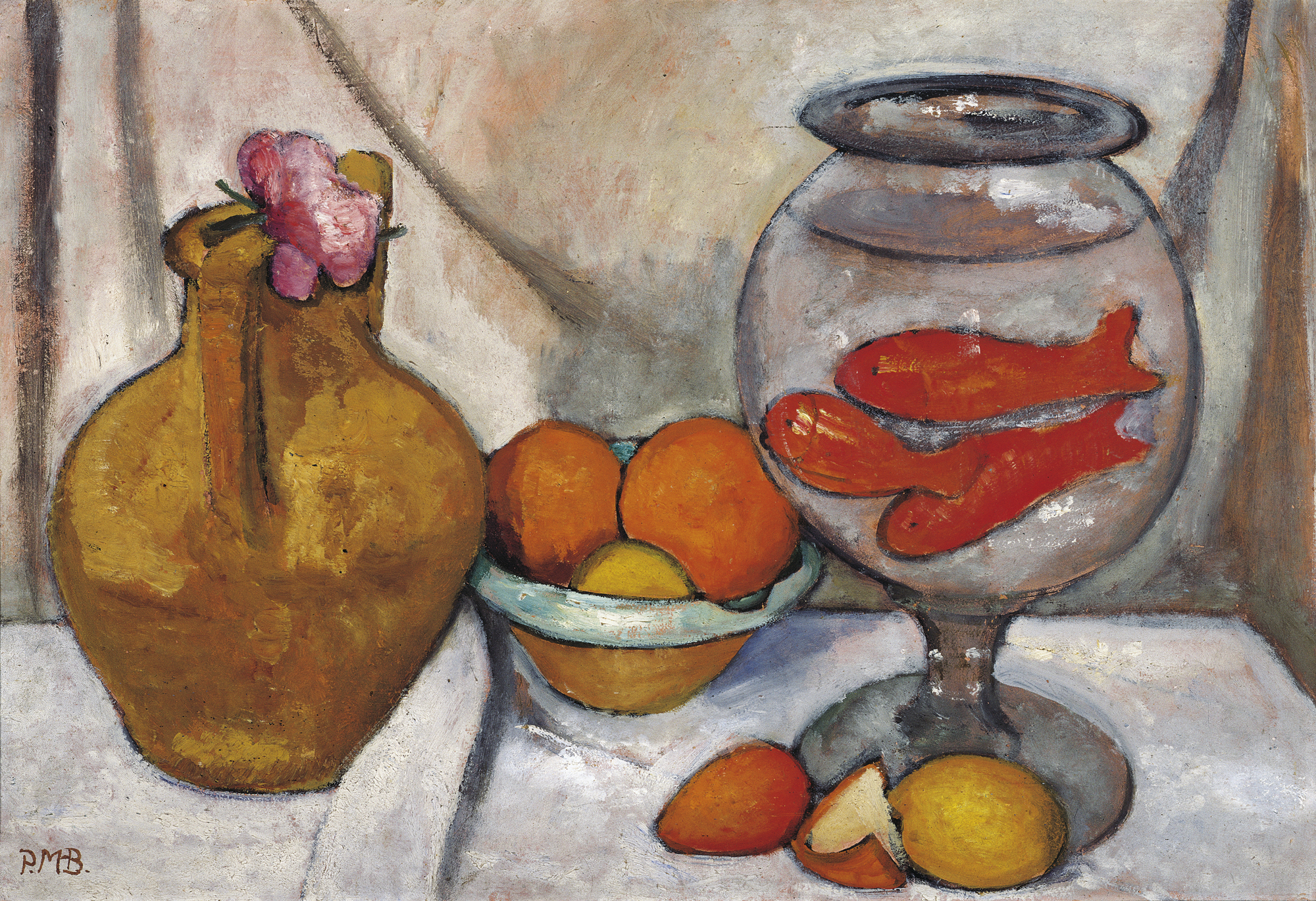
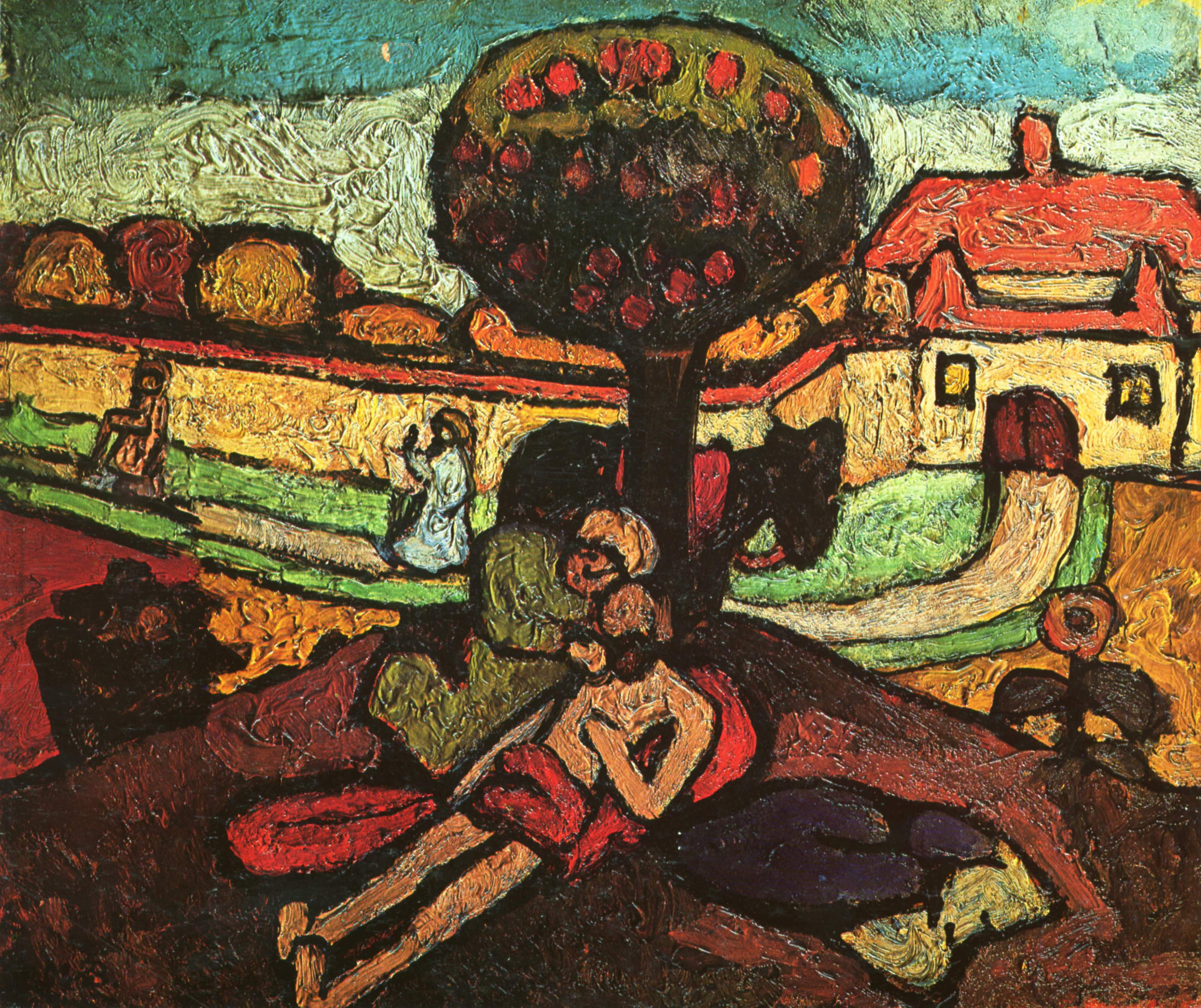

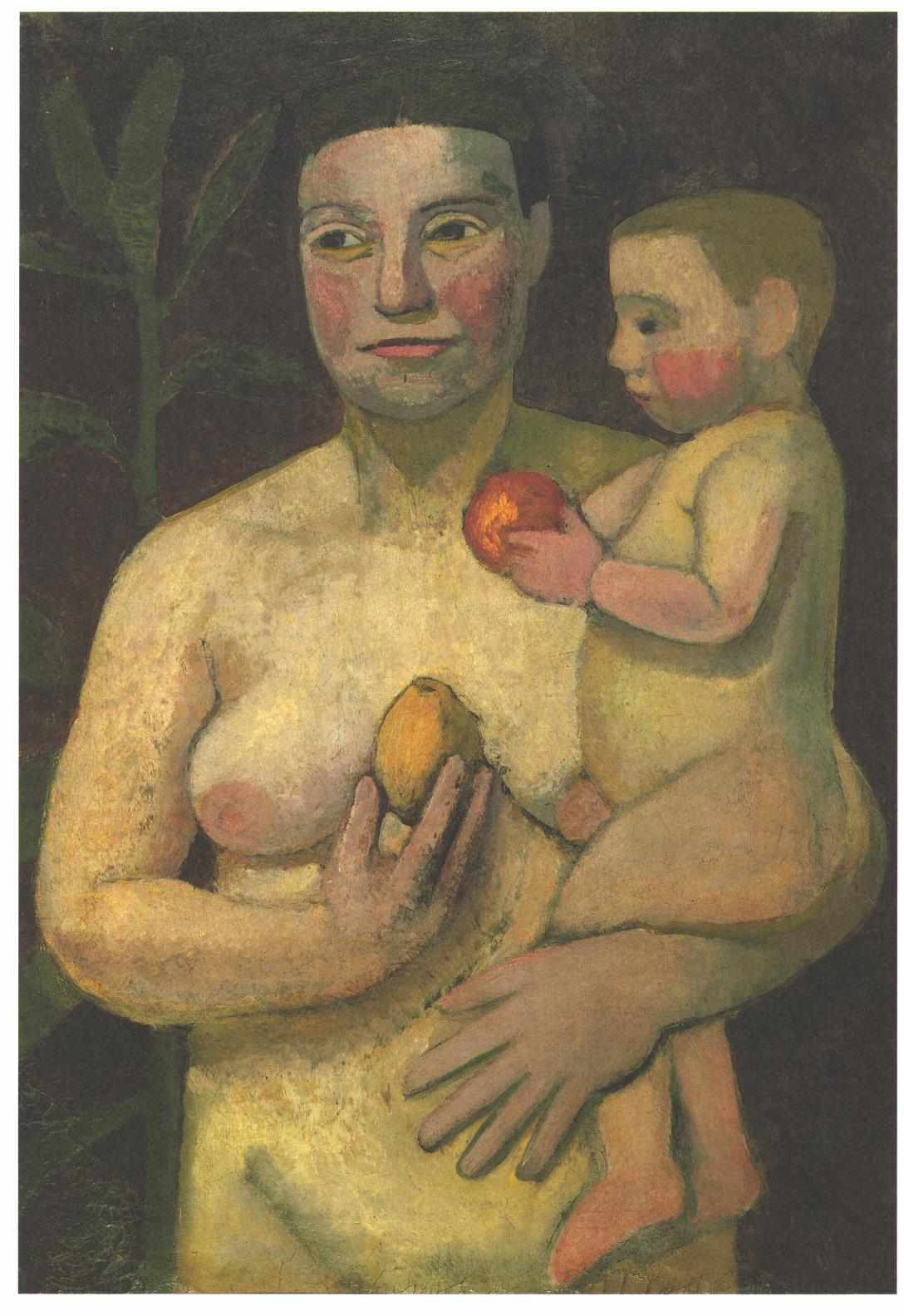
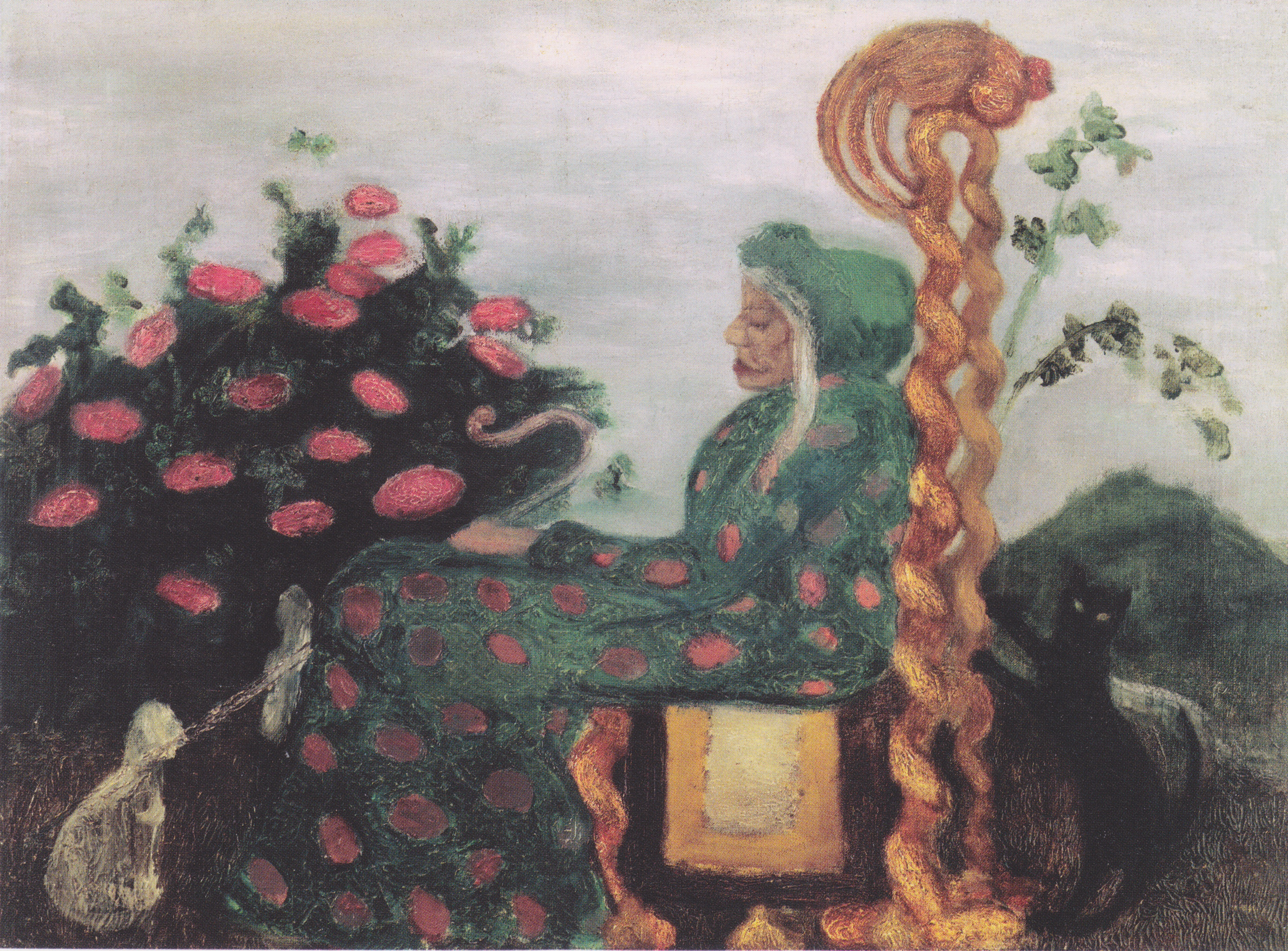
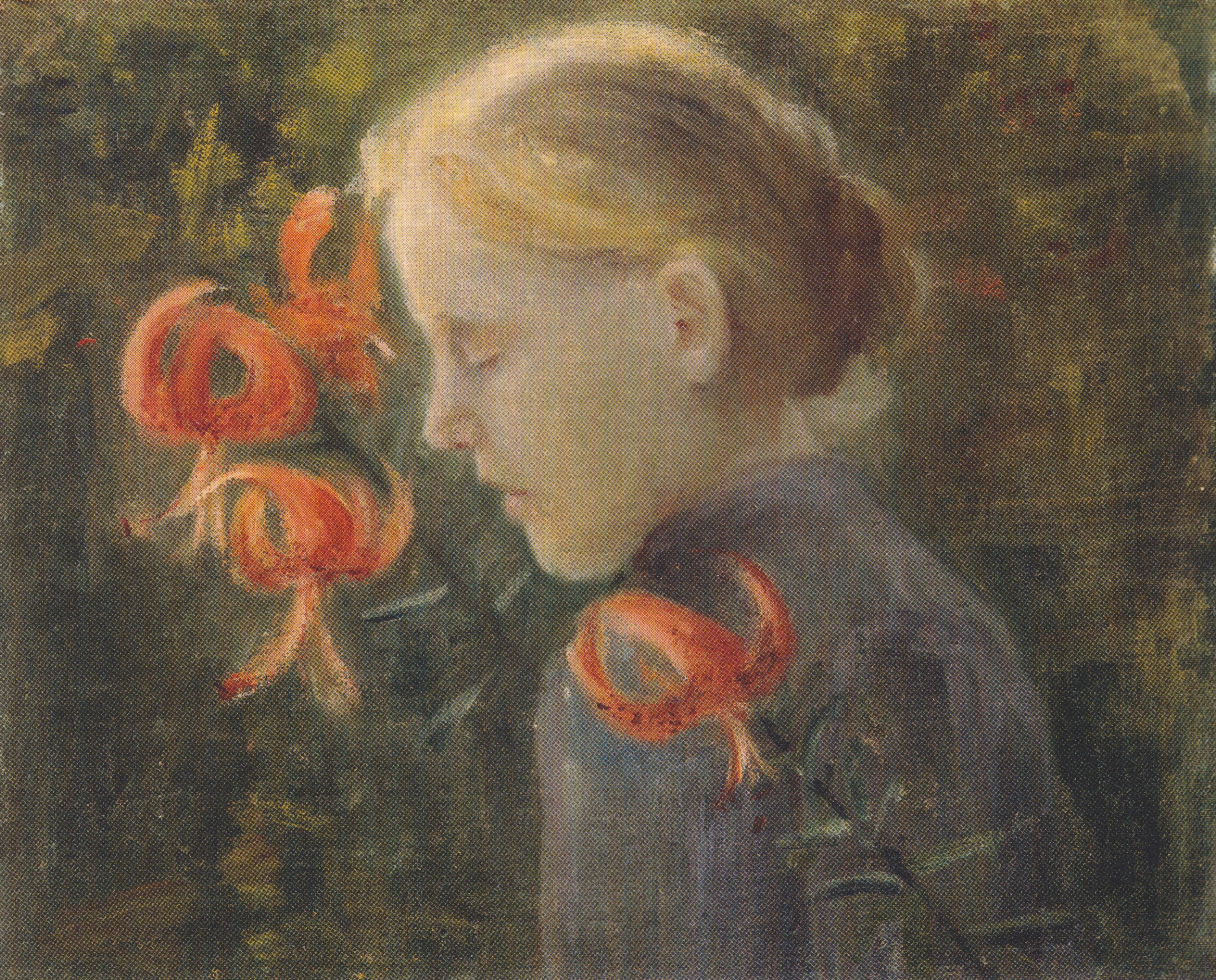
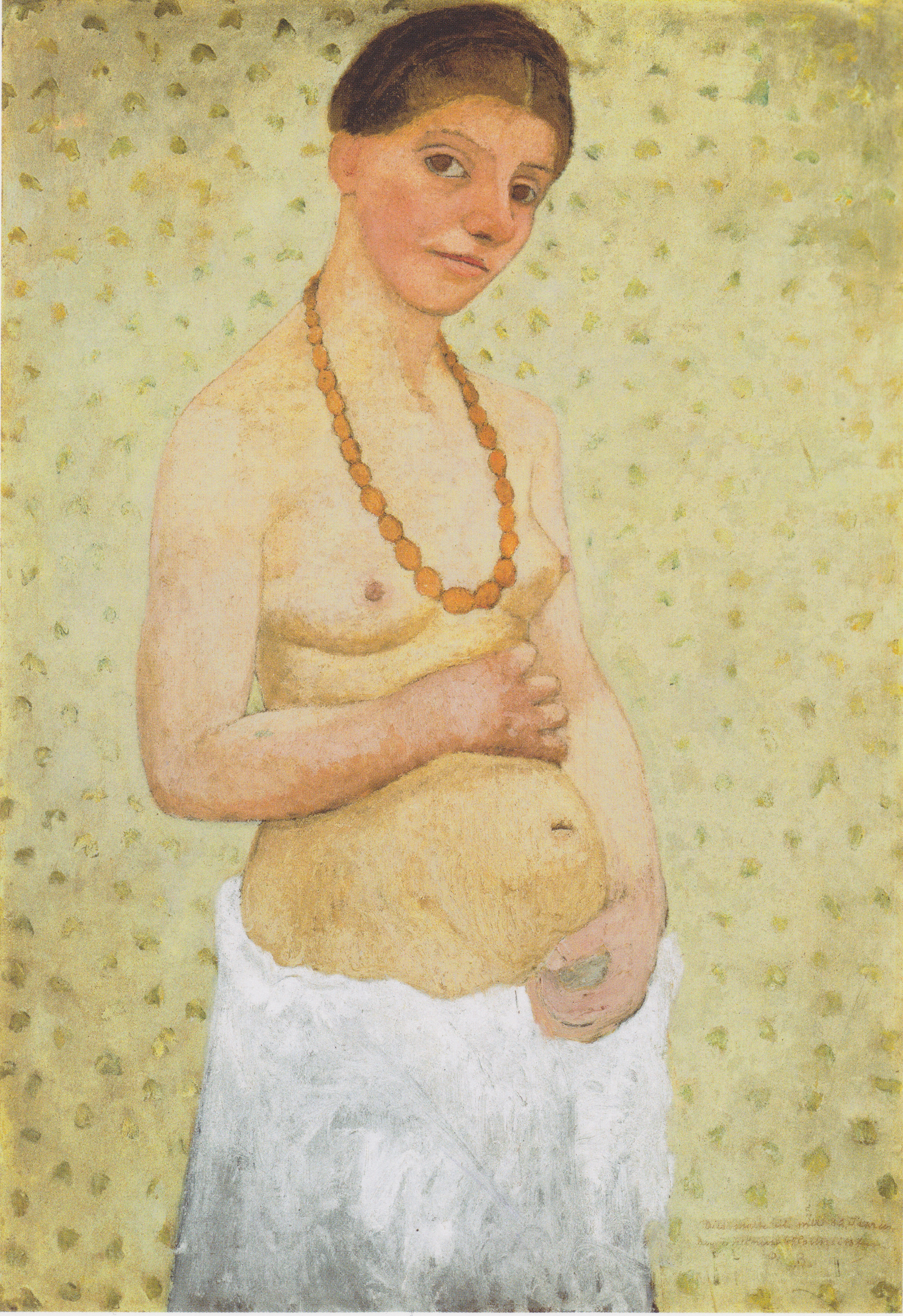

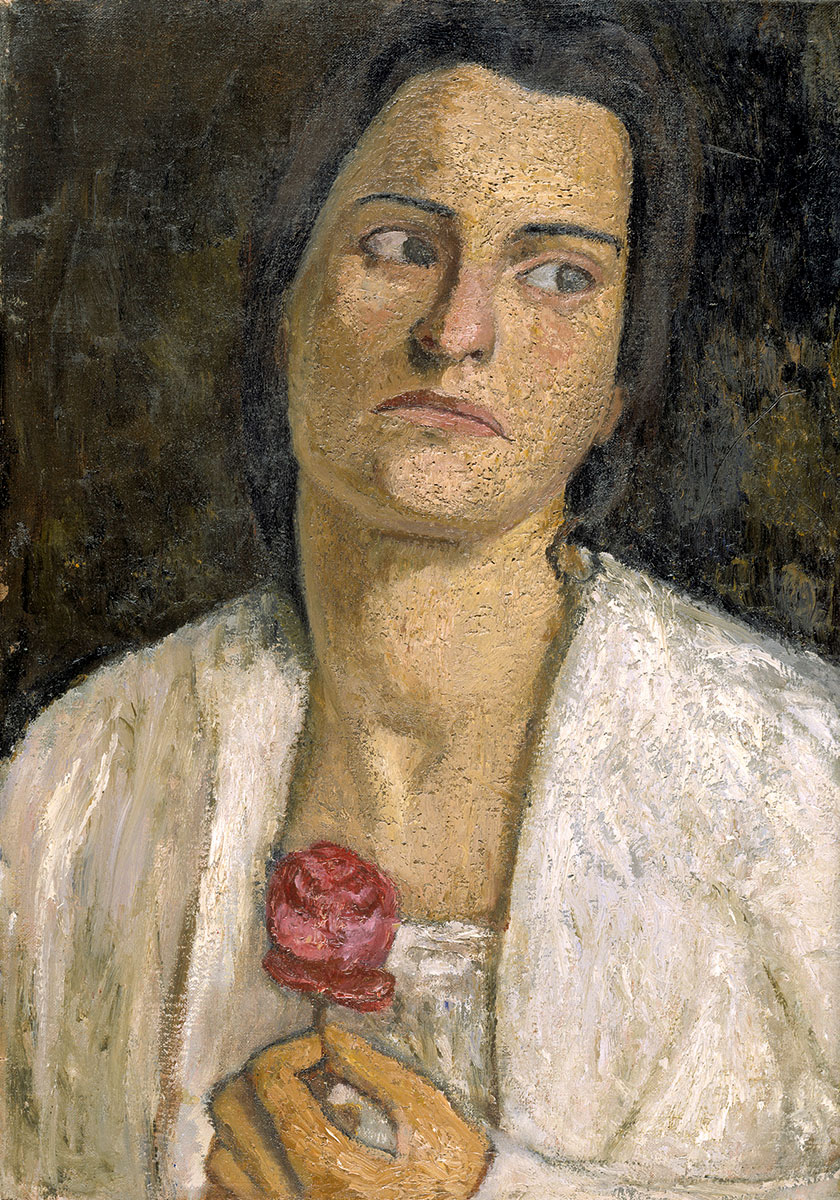
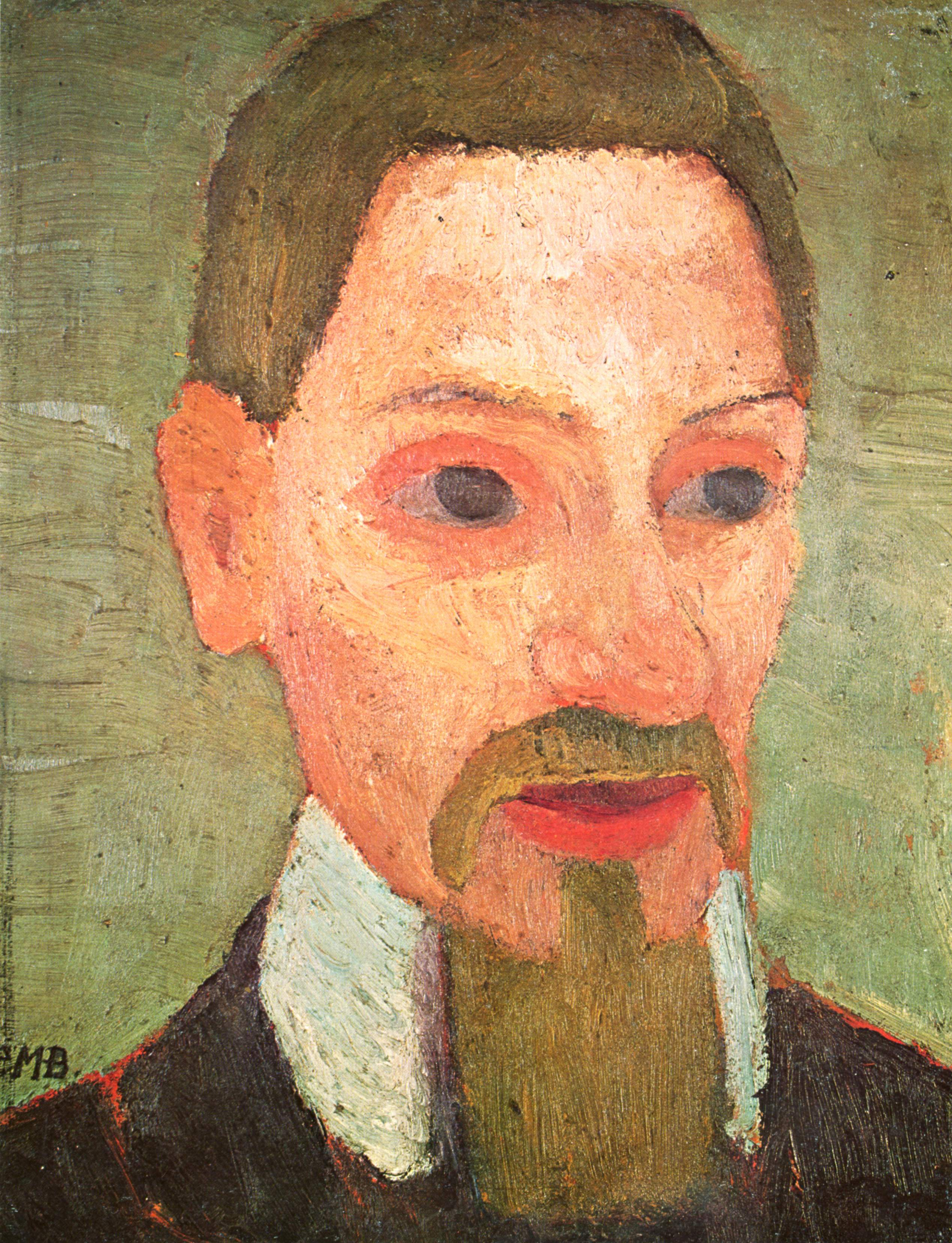
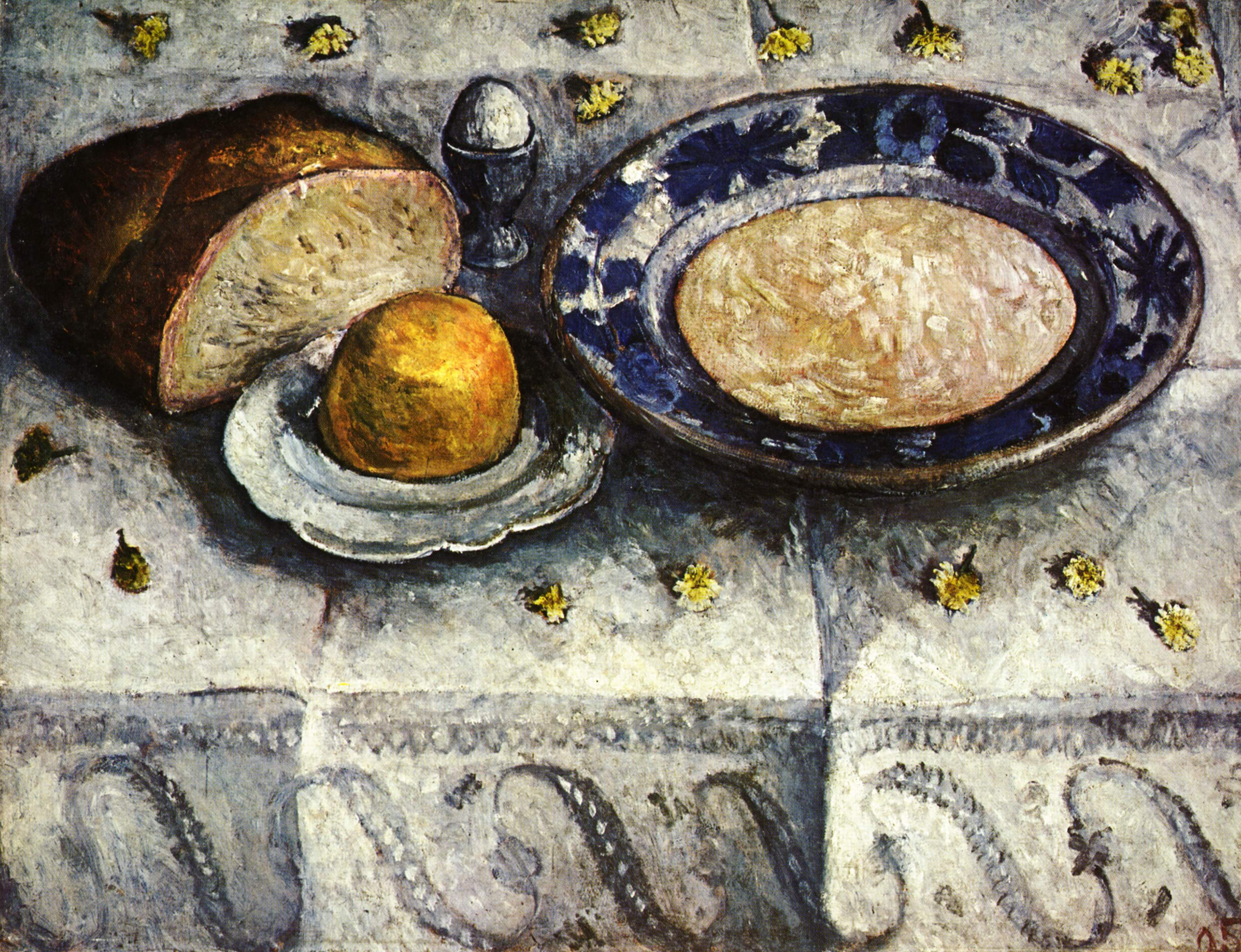
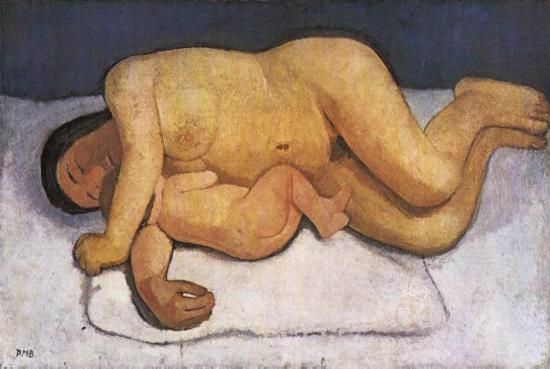

- Stillleben, Kinderkopf mit weißem Tuch ("Natura morta, testa di bambino con foulard bianco"), 1900 ca., conservato in una collezione privata)
- Moorgraben ("Fosso di fango", 1900 - 1902), conservato in una collezione privata)
- Mädchen mit Strohhut und Blumen ("Ragazza con cappello di paglia e fiori", 1902)
- Selbstporträt vor blühenden Bäumen ("Autoritratto davanti ad alberi in fiore", 1902 ca., conservato a Dortmund, Museum am Ostwall)
- Drei Kinder mit Ziege im Birkenwald ("Tre bambini con capra nella foresta di betulle", 1904; conservato a Worpswede, Galerie Cohrs-Zirus)
- Mädchen mit Katze im Birkenwald ("Ragazza con gatto nella foresta di betulle", 1904; conservato a Brema, Sammeling Ludwig Roselius)
- Bauernkind mit rosa Schürze ("Figlio di contadini in grembiule rosa", 1904 - 1905; conservato in una collezione privata)
- Mädchen mit Katze im Birkenwald ("Ragazza con gatto nella foresta di betulle"), 1904, conservato a; conservato a Brema, Sammeling Ludwig Roselius)
- Zwei sitzende Mädchen im Birkenwald ("Due ragazze sedute nella foresta di betulle), 1904 –1905 ca.; conservato in una collezione privata)
- Mädchen mit Kaninchen ("Ragazza con coniglio", 1905)
- Alte Armenhäuslerin im Garten ("Anziana ospite di un ospizio per poveri in giardino", 1906; conservato a Brema, Sammeling Ludwig Roselius)
- Stillleben mit Blattpflanze, Zitrone und Apfelsine ("Natura morta con pianta da fogliame, limone e arancia", ca.1906; conservato a Worpswede, in una collezione privata)
- Porträt des Rainer Maria Rilke ("Ritratto di Rainer Maria Rilke", 1907; conservato a Brema, Sammeling Ludwig Roselius)
- Der barmherzige Sameriter ("Il buon samaritano", 1907; conservato a Brema, Sammeling Ludwig Roselius)
- Die Malerin mit Kamelienzweig ("La pittrice con un mazzo di camelie", autoritratto, 1907; conservato ad Essen, Museum Folkwang)
- Worpsweder Landschaft ("Paesaggio di Worpswede", 1908 ca.; conservato a Colonia, Museum Ludwig)

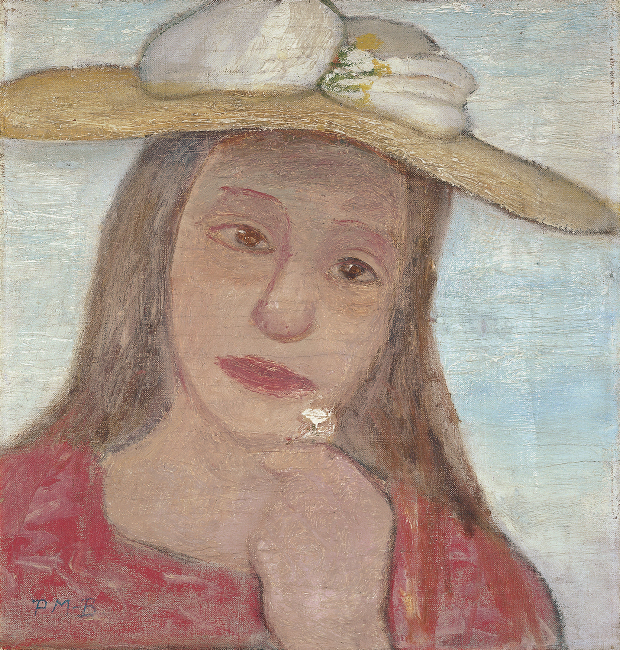
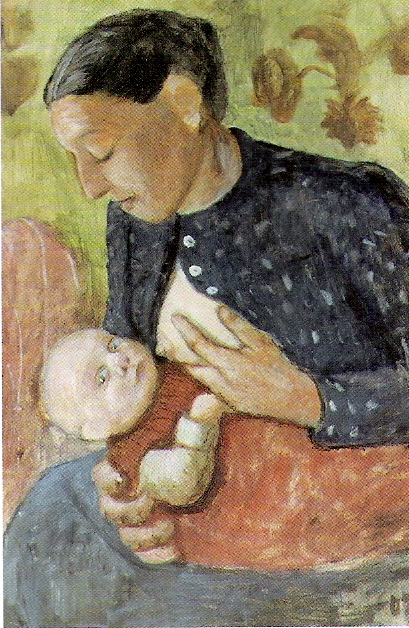
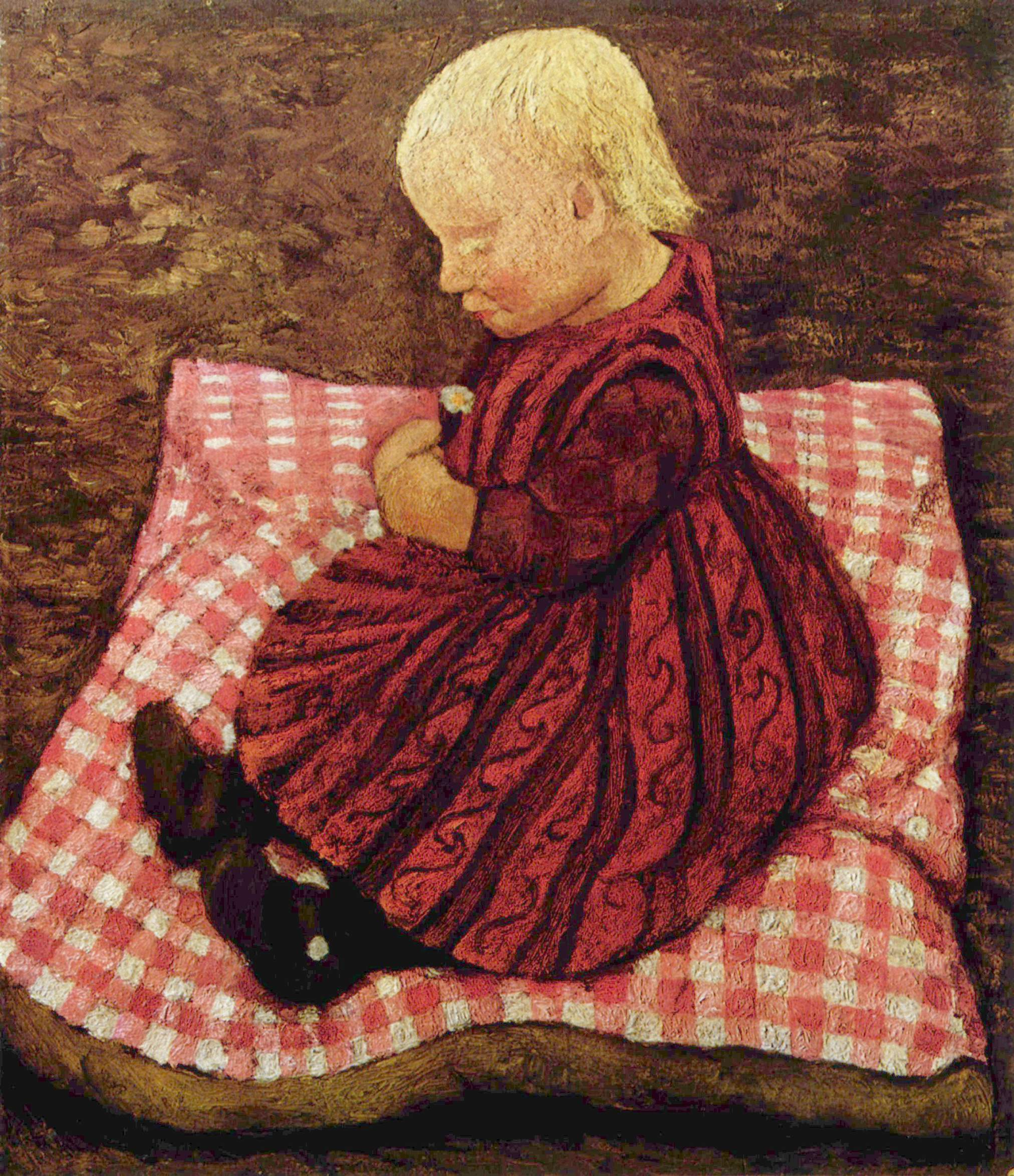
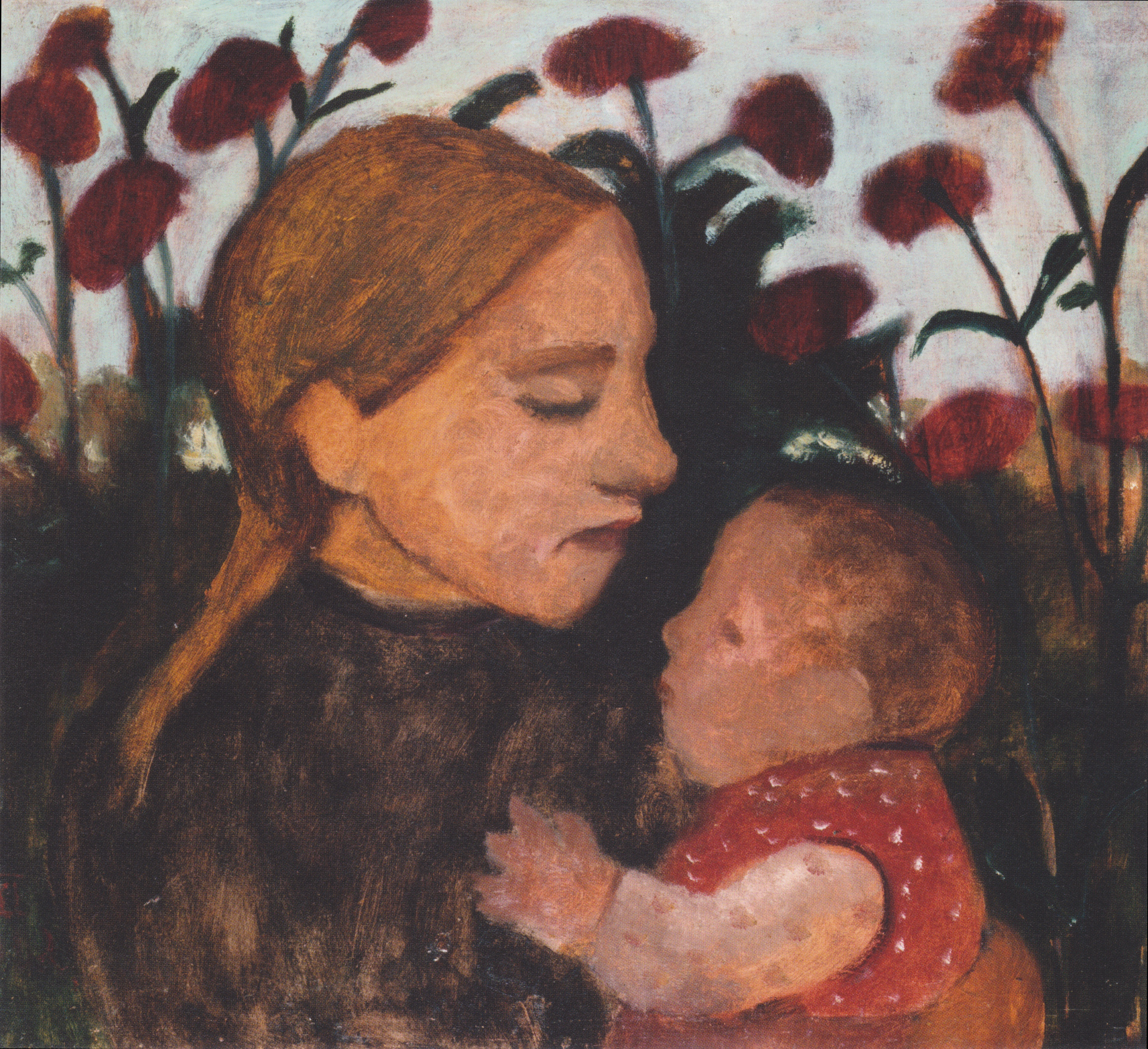